# 장유시 미성년자 괴롭힘 사건
2025년 7월 22일, 중화인민공화국 쓰촨성 장유시에서 학교폭력 사건이 발생했다. 14세 여중생이 다른 여중생 3명에게 모욕, 위협, 구타를 당했고 관련 영상이 이후 인터넷에 업로드되었다. 가해자 중 한 명은 영상에서 과거에 여러 번 경찰서에 갔었지만 아무 문제 없었다고 주장하여 대중의 분노를 샀다. 8월 4일, 장유시 공안국은 사건과 처리 과정을 발표했으나 대중은 경찰이 피해자의 "경상"을 평가한 것에 의문을 제기했고, 경찰이 가해자들을 관대하게 대하는 것에 불만을 품었었고 같은 날, 장유시에서 대규모 시위가 발생하여 경찰과 시민 사이에 갈등이 촉발되고 많은 사람이 구금당했다. 이 사건을 장유 사건이라고도 부른다.

## 배경
학교폭력은 2025년 기준 중국 청소년 학생들에게 흔한 현상일 정도로 매우 심각하며 중국 청소년 연구 센터의 "청소년 법률 교육 연구" 프로젝트 팀은 2020년부터 2022년까지 3,108명의 미성년 학생을 대상으로 조사를 실시한 결과, 53.5%의 학생이 학교 폭력을 경험한 것으로 나타났다. China.com 기자는 후난, 허난, 광둥, 저장, 장쑤, 산둥 등지에서 학교 폭력 피해자 10여 명을 인터뷰했는데, 결과에 따르면 대부분의 학생들은 괴롭힘을 당한 후 제때 부모와 선생님에게 알리지 못해 여러 차례 괴롭힘을 당하고 심각한 신체적, 정신적 피해를 입었으며 심지어 정신 질환을 유발하기도 했다
학교 괴롭힘의 형태에는 신체적 괴롭힘, 언어적 괴롭힘, 사회적 괴롭힘, 재산 괴롭힘, 사이버 괴롭힘 등이 있다. 중부화인사범대학 교육거버넌스현대화연구단이 2019년부터 2020년까지 중국 중서부 지역 130여 개 초·중등학교 학생 1만여 명을 대상으로 실시한 조사에 따르면 언어적 괴롭힘이 17.4%로 가장 많았고, 신체적 괴롭힘이 12.7%로 그 뒤를 이었고, 보다 은밀한 관계적 괴롭힘과 사이버 괴롭힘도 각각 10.5%와 6.8%로 나타났다 .
중화인민공화국 교육부는 학교 괴롭힘을 억제하기 위해 2021년에 " 초중등학생 괴롭힘 방지 특별 행동 계획 "을 발표하여 지방 교육 부서가 사각지대를 파악하고 학교 괴롭힘 발생을 예방하도록 요구했고, 또한 전국인민대표대회 상무위원회는 2025년 6월에 미성년자와 관련된 " 치안관리처벌법 " 조항을 개정했다. 치안관리 위반이 처음인 14세에서 16세, 16세에서 18세 미성년자에 대한 처벌은 현행 "행정구류 처벌 없음"에서 "관리되었으나 심각한 정황과 악영향" 및 "1년 내에 치안관리 위반이 2회 이상" 및 "법에 따라 구금 가능"으로 변경되었기 까지 했고, 또한 새 법은 공안기관이 구타, 모욕, 협박 등으로 학생을 괴롭히는 자를 법에 따라 처리해야 한다고 규정했다. 동시에, 학교가 심각한 학생 괴롭힘이나 미성년자에 대한 기타 범죄를 규정에 따라 신고하거나 처리하지 않을 경우, 상황을 시정하도록 명령하고 관련 부서에 책임자를 법에 따라 처벌하도록 지시한다. 개정된 규정은 2026년 1월 1일부터 시행된다 .

## 과정

### 괴롭힘 사건
2025년 7월 22일 오후 3시경, 장유시의 한 폐건물에서 피해자(14세 소녀 라이)는 3명의 가해자(15세 소녀 류, 13세 소녀 류, 14세 소녀 펭)에게 지속적으로 모욕, 위협, 구타를 당했다. 피해자는 옷을 벗고 벽에 기대어 서도록 강요받았다. 가해자들은 이후 긴 막대기로 그녀를 때리고 머리카락을 잡아당기고 번갈아 가며 그녀의 뺨을 때렸다 . 그런 다음 피해자는 무릎을 꿇도록 강요당하고 등을 발로 차였다.
가해자 3명 외에도 가해자들은 현장을 지켜보고 촬영하는 사람들도 두었다. 인터넷에 올라온 영상에는 피해자가 “얼굴은 때리지 말라. 얼굴에 상처를 보면 아버지가 경찰에 신고할지도 모른다”고 하자 가해자 중 한 명이 "우리가 널 무서워하는 줄 알아? 경찰서에 한 번도 안 온 것도 아닌데."라고 말하는 모습이 담겼다. 또 다른 가해자는 "경찰서에 열 번 넘게 갔는데 20분도 안 돼서 나왔다. "라고 주장했다. 네티즌들이 찍은 관련 영상 캡처에 따르면, 전체 괴롭힘 과정은 약 4시간 동안 지속됐다.
괴롭힘 과정을 담은 영상은 8월 2일부터 인터넷에 유포되어 국민의 큰 관심을 모았다. 또한 이 영상은 청소년 범죄 처리 시스템에 대한 국민의 불만을 불러일으켰다 .

### 모든 당사자들의 반응
피해자 부모는 이미 7월 22일 저녁 경찰에 사건을 신고한 상태였다. 도이체 벨레에 따르면 피해자 부모는 자신의 권리를 옹호하기 위해 여러 차례 학교를 찾았지만 가해자는 8월 2일이 되어서야 소환됐다.
8월 4일, 장유시 공안국은 경찰 보고서를 발표하고 사건의 수사 결과와 처리 방안을 공개했고, 보고서에 따르면, 이 사건은 15세 소녀 류(劉)와 피해자 사이의 "갈등"으로 인해 발생했으며, 피해자는 구타를 당한 후 두피, 무릎 등에 여러 군데 멍이 들었고, 이는 "경상"으로 확인되었다고 하며 또한 경찰은 피해자와 그 가족에게 적절한 애도와 심리 상담을 제공했다고 밝혔다. 15세 소녀 류(劉)와 14세 소녀 펑(彭)도 치안 문제로 처벌받았다, 보고서 말미에 경찰은 "피해자와 그 가족에게 2차 피해를 입히지 않도록 관련 영상 정보를 유포하지 말아 주십시오."라고 촉구했다
같은 오후, 장유 경찰은 치루 이브닝 뉴스 에 대응하여 가해자가 피해자의 휴대전화를 강탈하여 경찰서로 반환하여 검사를 받았다고 확인했다. 경찰은 또한 공안행정처벌법 관련 규정에 따라 15세 류 모녀는 13일의 행정 구류와 1,000위안 의 벌금을, 14세 펑 모녀는 10일의 행정구류와 800위안의 벌금을 선고받았다고 밝혔으며.  위 두 사람은 특수학교로 보내져 교정 교육을 받게 된다. 13세 류 모녀와 다른 구경꾼들은 경찰로부터 "비난과 교육"을 받았으며 , 보호자들 역시 경찰로부터 "엄중히 징계하라"는 명령을 받았다.
여러 언론 보도에 따르면 피해자(14세 소녀 라이 씨)의 친척들은 피해자가 학교에서 오랫동안 괴롭힘을 당하고 사회적 고립되어 왔다고 지적했다. 그녀는 이 사건에 연루된 여성에게 여러 차례 괴롭힘을 당했고 심지어 매니큐어를 사달라고 이 사건에 연루된 여성에게 돈을 빼앗기기까지 했다. 인터넷에는 이 괴롭힘 사건의 직접적인 원인이 피해자의 어머니가 농민공이라는 이유 관련이 있을 것이라는 소문이 돌고 있다. 피해자 가족은 "피해자 어머니는 실제로 농민공이지만 그녀가 이 사건의 주요 원인인지 확인할 방법이 없습니다."라고 말했다.
경찰 보고서는 대중의 불만을 더욱 심화시켰고, 일부 사람들은 경찰 보고서에서 피해자의 "경상"에 대한 평가에 의문을 제기하고 경찰이 가해자에 대한 처벌이 너무 가볍다고 생각히게 됐다. 장유 경찰은 The Paper 와의 인터뷰에서 피해자의 휴대전화가 압수되었는데 이는 " 강도 "로 분류될 수 있으며 14세가 넘은 가해자는 형사 책임을 질 수 있는 능력이 있지만 관련 여성은 " 싸움을 일으키고 문제를 일으키는 " 것으로 분류되었고 모두 16세 미만이어서 형사 사건이 아닌 행정 사건으로 처리될 수 있다고 말했지만 지역 주민들은 또한 가해자가 처벌 기간 동안 교정 교육을 받지 않고 밖에서 당구를 쳤다고 말하며 이로 인해 사람들이 가해자의 배경에 대해 추측하게 되었다.

### 시위 충돌
온라인에 유포된 영상에 따르면, 사건이 폭로된 후 피해자 부모는 장유시 인민정부에 와서 확성기를 든 관리에게 무릎을 꿇고 절 하며 결정을 요구했고, 이때 피해자 어머니는 상심하여 결국 기절했다.그러나 관리는 피해자 어머니를 위로하지 않았을 뿐만 아니라 주변 주민들에게 거듭해서 떠나달라고 요청하여 일부 참석자들의 불만을 샀었다.
8월 4일, 장유시의 주요 교차로와 시정부 주변에 수천 명의 사람들이 모여 가해자들에 대한 엄중한 처벌을 요구하며 시위를 벌였다. 이후 경찰은 시위자들을 무리 지어 강제 체포하기 시작했고, 심지어 시위자들을 돼지 운반차에 구금후 태워 경찰서로 끌고 가기도 했다. 이러한 비도덕적 행위로 인해 경찰이 시정부 근처 도로를 봉쇄했음에도 불구하고 일부 사람들은 밤늦게까지 시위를 계속했다. 시위대는 경찰을 향해 의용군 행진곡 부르며 "진실을 아이에게 돌려주자", "살인범을 엄중히 처벌하라", "법에 따라 사건을 처리하라", "미성년자는 사람을 때리는 방패가 아니다![ ", "하나로 뭉쳐야 한다!", "민주주의를 돌려줘라!" 등의 구호를 외쳤다.  NBC 뉴스에 따르면 시위 현장의 일부 시위자들은 "당신의 아이들도 고위 공무원의 아이들을 만날 것입니다. 당신의 아이들이 괴롭힘을 당하면 어떡합니까?"라고 외쳤다
같은 날 오후 6시경, 대만 신문(The Paper)은 거리에서 경찰이 누군가를 끌고 가는 영상이 온라인에 게시되었다고 보도했다. 영상에는 "학교 폭력 가해자의 부모가 공안에게 구금당했다는"라는 캡션이 달렸다. 몐양 공안국은 이 보도에 대해 사실이 아니며, 끌려간 사람들은 "현장에서 교통을 방해하고 경찰의 조언을 듣지 않았다"고 밝혔다. 그러나 대만 중앙방송국(CBS)의 보도는 경찰의 단속을 "자의적"이라고 묘사하며, 음식을 배달하던 배달 기사가 시위 현장을 지나가자마자 차에서 끌려나와 12명이 넘는 경찰관에게 구타당했다며 비민주적 행위를 언급했다. 배달 기사가 경찰에 자신의 신분을 설명하려 하자 경찰관은 "내가 왜 니를 그레 신경 써야 합니까?"라고 반박했다. 구타로 배달 기사는 팔과 목에 부상을 입었다.
그날 밤 경찰은 갑자기 후추 스프레이, 최루가스, 곤봉 등 무기를 사용해 시위대를 강제 해산시키며 강압적이고 폭력적으로 현장을 정리하기 시작했다. 양측 간에 유혈 충돌이 벌어졌고, 일부 시위대는 보복으로 경찰에 잔해를 던졌다. 이 충돌은 5일 오전 3시까지 이어졌다. 많은 시위대에 참여한 시민들은 공안에 끌려가거나 진압당했고, 일부는 구타당하기도 했다. AFP 가 확인한 영상에는 시위 현장에서 제복과 사복을 입은 경찰이 최소 두 명을 끌고 가는 모습이 담겼고, 검은 옷을 입은 한 여성이 팔다리를 잡고 무자비로 끌려가는 모습이 담겼다. 이후 일부 누리꾼들은 군용 라디오 방해 차량이 시위 현장 근처에 나타났다고 전했다.
중국 내부 민주화 운동가 " 리 선생님은 선생님이 아닙니다 "는 인터넷 소셜 미디어에 다음과 같이 글을 올렸다. 8월 5일 오전 11시 30분경, 장유시 경찰이 한 여성을 체포하기 위해 커피숍에 돌입했고 여러 사람이 그녀를 구출하기 위해 나서자 경찰은 곤봉을 휘두르며 위협했다. 일부 사람들은 후추 스프레이를 맞았다고 말했다. 여러 언론은 그날 아침 장유시에서 많은 경찰이 순찰 중이었고, 일부 사람들은 여러 대의 경찰차가 장유시로 지원 병력을 파견하기 위해 향하는 것을 목격했다고 밝혔다.

### 이후 조치
홍콩 사우스차이나모닝포스트(SCMP)는 사건 현장 인근 상점 직원들의 말을 인용해 시위 다음 날(8월 5일) 장유시청 밖 도로가 폐쇄됐다고 보도했다. 또한 온라인 지도를 통해 8월 6일 장유시 중심부의 많은 도로가 폐쇄된 것으로 나타났지만 그 이유는 설명하지 않았다고 보도하며 중국 공산당은 검열을 하기 시작했다 .
풍파 기간 동안, 인터넷에서는 어떤 가해자가 “장유시 공안국 부국장의 딸”이라는 소문이 퍼졌고, 심지어 어떤 가해자의 “아버지가 변호사이며, 어머니는 현지 1급 경감이다”, “아버지가 장유시 당위원회 부서기다”라는 음모론까지 나돌았다.”。 이에 대해 현지 경찰은 8월 5일 성명을 통해 다음과 같이 밝혔다. 사건에 연루된 여성 3명의 부모는 각각 2명이 무직, 2명은 성(省) 외 지역에서 일용직 노동, 1명은 현지에서 판매원, 1명은 현지에서 배달원으로 일하고 있으며, “관련 정보는 유언비어”라고 지적했다. 이후 경찰은 관련 정보를 퍼뜨린 여성 네티즌 2명에 대해 조치를 취했다.
조치를 취했으며 행정 처벌을 집행하고, 그녀들의 행위가 “사회 질서를 심각하게 교란하고, 악질적인 사회적 영향을 초래했다”고 밝혔다.。 당국은 또한 중국 국민들에게 소문을 퍼뜨리지 말라고 경고했다.
폭력을 행사한 여성이 과거에 여러 번 경찰서에 갔지만 "20분도 안 돼 나왔다"고 주장한 것에 대해 면양시 관영 매체인 푸강시보는 8월 6일 경찰 보도를 인용해 여성의 진술은 "피해자가 경찰에 신고할까 봐 과장되고 위협적인 내용"이며, 가해자 중 한 명인 15세 류 군이 분쟁으로 경찰서에서 조정을 받았다고 전했다. 보도는 또한 가해자와 그의 부모가 피해자에게 사과했으며, 피해자 가족도 네티즌들에게 "아이에게 더 이상 피해를 주지 않도록 영상 전송을 중단해 달라. 정상적인 생활로 돌아가기를 바란다"고 촉구했다.

## 반응과 논란
여론은 경찰이 관련자 처리에 10일 이상 걸린 이유에 대해 의문을 제기했다. 이에 대해 면양시 관영 언론인 푸강시보는 현지 경찰의 말을 인용해 7월 22일에 신고를 받았지만, 관련자 전원 소환 및 통보, 조사 및 증거 수집, 부상 평가 위탁 등을 위해 8월 4일까지 처리 결정을 미뤘다고 보도했다. 경찰의 처벌이 너무 가벼운지에 대한 논란에 대해 푸강시보는 면양시 현지 변호사의 말을 인용해 장유 경찰이 "가장 무거운 범위의 처벌을 내렸다"고 말했다.
경찰의 이후 대응에 대해 지무뉴스의 논평 기사는 경찰의 처리 방식이 아직 개선되어야 하며, 장유 경찰이 영상과 여론이 널리 유포된 후에야 통지문을 발표했고 이는 과거 다른 지역에서 발생한 유사 사건과 유사하며.“처리 과정이 형식적이고 소극적이었고 처벌이 가볍고 회피적이었다.”라고 설명했다.그것은 “큰 문제가 되지 않으면 조치를 취하지 않고 온라인에 게시하지 않으면 냉대하다.” 싱가포르의 롄허조오바오 의 논평 기사는 괴롭힘 영상이 유출되지 않았다면 사건을 신고하지 않았을 것이라고 장유 경찰에 의문을 제기했다.
8월 6일, 장유시 교육체육국은 학교폭력 사건 이후 학교폭력 예방에 더욱 주의를 기울이고 이 업무를 각 학교의 '개학 준비 우선순위 업무'에 포함시킬 것이라고 지무신문 에 밝혔다 .
대만 중앙방송(CBC)은 여론이 "지방 고위 인사"의 사법 개입을 막기 위해 중앙 정부의 수사 개입을 지속적으로 요구하고 있다고 보도했다. 일각에서는 무고한 사람들에게 피해를 주지 않기 위해 검증되지 않은 정보를 합리적으로 처리해야 한다고 주장하기도 했다. 또한, 당국이 무력을 사용하여 여론을 억압하고 차단한 것이 "국민 불만을 폭발시키는 도화선"이며, 이 사건이 지방 정부의 무질서와 국민 신뢰도의 붕괴를 상징한다고 지적했다.
프리덤하우스 오피니언 네트워크(Freedom House Opinion Network)의 케빈 슬레이튼(Kevin Slaten) 국장은 중국에서 시위가 드문 일이 아니지만, 장유 사건은 대부분의 시위보다 규모가 상당했고 영상과 사진이 유포되어 전국적으로 큰 관심을 끌었다는 점에서 주목할 만하다고 지적했다. 국장은 시위대가 시위 과정에서 민주주의를 요구했지만, 실제로는 정의를 요구했다고 생각한다고 밝혔다.
중국 본토 인권 변호사 이자 미국 가톨릭 대학교 방문 학자 인 천광청은 중국 본토의 공산주의 독재 정권 하에서 장유 사건과 유사한 시위가 반복적으로 발생했지만, 국민이 공산주의 독재 정권에 정의를 요구하는 것은 어렵다고 생각한다. 따라서 "공산주의 독재 체제를 완전히 무너뜨리고" 견제와 균형의 새로운 시스템을 구축해야만 국민의 이익을 해결할 수 있다고 주장했다.
일본 언론인 中岛惠 하지만, 장유 사건에서 국민의 분노는 정부에 대한 불신에서 비롯되었으며, 경제 상황이 악화되고 사회 불안이 심화됨에 따라 이러한 현상은 점점 더 놀라운 일이 될 것이라고 말했다.
풍천매체 기자 티엔 창은 2025년 8월 제12회 세계선수권대회가 쓰촨성 청두에서 개최됨에 따라 경찰의 단속 작전이 안정 유지 에 필수적이라고 주장했다. 티엔 창은 또한 장유 사건으로 쓰촨성 지방 공무원들이 전례 없는 정치적 압력을 받았다는 한 인터뷰 대상자의 진술을 인용했다.

### 검토

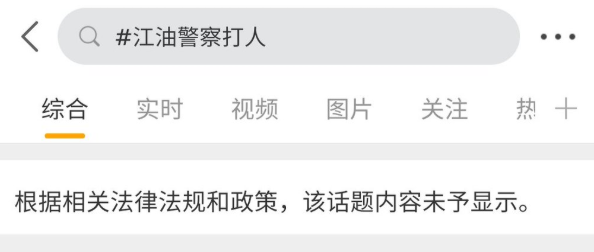
시위 이후, 해당 주제와 관련된 키워드는 중국 공산당에 의해 신속히 차단되었다.

경찰과 시민의 갈등 이후 '강유'라는 단어는 한때 시나 웨이보 인기 검색어에 올랐으나, 5일 오전 7시 45분부터 54분 사이에 10분 만에 11위에서 49위로 급락, 결국 인기 검색어에서 제외됐다 .
중국 당국의 엄격한 언론 통제 로 인해 시위에 대한 보도는 거의 없었다. 시위 현장을 담은 온라인 영상은 잇따라 삭제되었고, 관련 주제는 비민주적으로 통제되었다. 사람들은 이 사건을 언급하며 "장유(醬油)"과 같은 별명을 사용하기 시작했다. BBC가 지역 공안국에 전화했을 때 "외신 기자들의 질문 금지"라는 답변이 돌아왔거 시위 목격자들은 지역 경찰이 이 문제에 대해 언급하지 말라고 강요했기 때문에 신원 공개를 꺼려하였다.
사건 당시 인기 영화 " 난징 사진관 "은 난징 대학살 당시 일본군의 만행을 사진 필름을 이용해 폭로하기 위해 목숨을 걸었던 중국 시민들의 이야기를 담고 있다. 일부 네티즌들은 이를 중국 정부의 폭력적인 법 집행과 여론 억압을 풍자하는 데 이용하며 이 사건을 "강유 사진관"이라고 부르기도 했다.

## 또한 참조
- 2008년 웡안 폭동
- 타이푸 중학교 사건
- 2021년 청두 49중학교 학생 추락 사고
- 2023년 12월 허난성 닝링시 중학생 건물 추락 사고
- 2025년 산시 푸청 직업학교 학생 추락 사고

## 참고문헌
1. 1 2 3 4 5  “家属称江油被殴打14岁女孩曾遭多次霸凌，施暴方家属均未出面道歉”. 《羊城晚报》. 2025년 8월 5일. 2025년 8월 5일에 확인함.
2. ↑  Agence France-Presse (2025년 8월 5일). “Video shows rare protests in China over beating of schoolgirl by three teenagers”. 《the guardian》 (영어).
3. 1 2 3 4  “四川未成年霸凌事件引眾怒 爆發大規模抗議多人被捕[影]”. 《中央社CNA》. 2025년 8월 5일.
4. ↑  “调查：53.5%的学生遭受过校园欺凌 身心伤害深远”. 《中国网心理中国》. 2024년 4월 25일. 2025년 8월 6일에 확인함.
5. ↑  “90%的校园欺凌本可预防，可是为何做不到？_南方网”. 《南方网》. 2024년 4월 2일. 2025년 8월 6일에 확인함.
6. ↑  “校园欺凌如何治理”. 《中国青年报》. 2021년 11월 1일. 2025년 8월 6일에 확인함.
7. ↑  “治安管理处罚法首次“大修” 涉未成年人法条有何新变化”. 《央视网》. 2025년 7월 1일. 2025년 8월 6일에 확인함.
8. 1 2  “四川江油一名14岁女孩被霸凌 遭脱衣下跪搧耳光-法制观察”. 《正义反腐网》. 2025년 8월 4일.
9. 1 2 3 4 5 6 7 8 9  “江油霸凌事件引发大规模抗议 遭警方镇压”. 《德国之声中文网》. 2025년 8월 6일.
10. ↑  “【有片】一文看「江油小六四」如何爆發 中國少女遭霸凌4小時惹公憤 -- 上報 / 國際”. 《上報》. 2025년 8월 7일.
11. ↑  ““又不是没进去过”？以专门矫治应对未成年人欺凌”. 《中青在线》.
12. 1 2 3  涪江观察 (2025년 8월 6일). “媒体：四川江油“校园霸凌”事件三点关切，为何报警十多天后才作出处理决定？”. 《澎湃新闻》.
13. ↑  “四川霸凌女喊「進派出所十多次」當地警曝「可悲真相」回應了”. 《NOWnews 今日新聞》. 2024년 8월 6일. 2024년 8월 6일에 확인함.
14. ↑  “这些关于儿童的法律知识，你知道多少？”. 《济源中级法院》. 2024년 6월 7일.
15. ↑  “公安机关对部分违反治安管理行为 实施处罚的裁量指导意见”. 《重庆市万州区人民政府》. 2025년 1월 2일.
16. 1 2  刘雅菲 (2025년 8월 4일). “江油警方回应“14岁少女被殴打”关键问题”. 《齐鲁晚报·齐鲁壹点》. 2025년 8월 6일에 확인함.
17. ↑  钟明 (2021년 4월 30일). “遵循“三个限定”追究“低龄”未成年人刑事责任”. 《中华人民共和国最高检察院》. 《检察日报》.
18. ↑  汕尾市公安局 (2024년 3월 18일). “未成年人违反治安管理的如何处罚？”. 《汕尾市公安局》.
19. 1 2  “极目锐评|江油警方回应14岁少女被殴打，为何难以令人信服？”. 《极目新闻》. 2025년 8월 5일에 확인함.
20. ↑  “四川爆霸凌事件14歲女被逼脫衣、下跪 民警衝突”. 《世界新聞網》.
21. 1 2 3  “四川江油14歲少女霸凌案引公憤 數千民眾抗議遭鎮壓”. 《Rti 中央廣播電臺》. 2025년 8월 5일. 2025년 8월 5일에 확인함.
22. ↑  杨日欣 (2025년 8월 6일). “四川14歲女遭脫衣、掌摑！警拖11天才處理　聾啞母氣暈”. 《tvbs新闻网》.
23. 1 2 3 4  “Protests in China over viral school bullying case”. 《BBC》 (영어). 2025년 8월 5일. 2025년 8월 5일에 확인함.
24. 1 2 3 4  “四川霸凌案爭議多 警方粗暴執法被譏「江油照相館」”. 《中央社 CNA》. 2025년 8월 6일.
25. 1 2  “有片／四川霸凌事件14歲女遭脫衣、毆打 警民爆流血衝突多人被捕”. 《太報》. 2025년 8월 5일. 2025년 8월 5일에 확인함.
26. ↑  储百亮, Amy Chang Chien (2025년 8월 8일). “四川江油校园霸凌事件引发大规模抗议，警方强力镇压”. 《紐約時報》 (중국어). 2025년 8월 8일에 확인함.
27. 1 2 3  “有片／校園霸凌引四川江油暴動！軍警催淚彈驅離民眾喊「習近平下台」”. 《三立新聞網》. 2025년 8월 5일. 2025년 8월 5일에 확인함.
28. ↑  周孟漢 (2025년 8월 5일). “中國掀大規模抗議！民眾遭鎮壓淚喊：習近平下台”. 《民視新聞台》.
29. 1 2  曾俋理 (2025년 8월 5일). “（影）四川江油暴動》中共軍警深夜鎮壓 放催淚彈驅散 群眾高呼 :「習近平下台」”. 《Newtalk新聞》. 2025년 8월 5일에 확인함.
30. ↑  “四川14歲少女遭霸凌引公憤 民眾江油市府外抗議”. 《公共電視台》. 2025년 8월 6일. 2025년 8월 6일에 확인함.
31. ↑  Peter Guo, Larissa Gao and Chloe Yang (2025년 8월 7일). “Unusual protest erupts in China as anger mounts over latest case of teen bullying”. 《NBC News》.
32. ↑  胥辉 (2025년 8월 4일). “四川绵阳警方辟谣“校园霸凌者父母被抓”，此前通报称已处理涉霸凌事件”. 《澎湃新闻》.
33. 1 2 3  “「江油照相館」網民反審查戰：噤聲掩不了真相流出”. 《Rti 中央廣播電臺》. 2025년 8월 6일. 2025년 8월 6일에 확인함.
34. ↑  日本テレビ (2025년 8월 5일). “10代少女へのいじめ問題めぐり…市民らと地元当局が衝突 中国・四川省｜日テレNEWS NNN”. 《日テレNEWS NNN》 (일본어). 2025년 8월 6일에 확인함.
35. ↑  “霸凌事件引眾怒　中國罕見爆發抗議活動”. 法新社. 2025년 8월 5일.
36. ↑  鄭寧 (2025년 8월 5일). “四川江油14歲女遭霸凌 施暴者｢進警局10次都沒事｣ 民眾憤怒抗議”. 《香港01》.
37. ↑  “四川校園霸凌案官方冷處理 群眾抗議示威遭警鎮壓”. 《華視新聞》. 2025년 8월 5일.
38. ↑  Yuanyue Dang (2025년 8월 6일). “Police deployed in China to quell teen bullying case protest”. 《South China Morning Post》 (영어). 2025년 8월 7일에 확인함.
39. ↑  “四川江油殴打未成年人施暴者为官二代？当地警方辟谣”. 《金羊网》. 2025년 8월 5일.
40. ↑  “四川未成年霸凌被指处罚过轻 警方辟谣施暴者为官二代”. 《聯合早報》. 2025년 8월 5일에 확인함.
41. ↑  郭奕. “殴打江油14岁女孩者及其家长已道歉，教体局：将更重视预防校园欺凌”. 《极目新闻》. 2025년 8월 6일에 확인함.
42. 1 2  弗林 (2025년 8월 6일). “四川未成年人霸凌案 官媒指打人者及其家长已向受害人赔礼道歉”. 《rfi》.
43. ↑  沈泽玮 (225년 8월 7일). “沈泽玮：未成年霸凌何以演变为群体性事件？”. 《联合早报》 (중국어 간체). 2025년 8월 7일에 확인함.
44. ↑  郭奕 (2025년 8월 6일). “江油霸凌者及其家长已道歉，教体局：将更重视预防校园欺凌”. 《凤凰网》. 极目新闻.
45. ↑  Chris Buckley Amy Chang Chien (2025년 8월 7일). “Why a Teen Bullying Case in China Set Off Protests and a Crackdown”. 《The NewYork Times》.
46. ↑  “陳光誠：從四川江油事件看共產專制下正義何處求”. 《中央廣播電台》. 2025년 8월 5일. 2025년 8월 5일에 확인함.
47. ↑  中島恵. “中国四川省で、少女へのいじめに対する行政の対応に市民の怒りが爆発　SNSで抗議の動画が拡散される”. 《Yahoo!ニュース》 (일본어).
48. ↑  “北京觀察》 成都世運會前夕，14歲少女遭霸凌影片瘋傳！殘疾父母含淚下跪，誰該負責？”. 《www.storm.mg》. 風傳媒. 2025년 8월 5일.
49. ↑  黃其豪 (2025년 8월 6일). “四川江油霸凌案抗爭 外送員路過也被打 官方嚴控輿論”. 《自由時報》.

1. ↑  二人年龄均已满14周岁且不满16周岁，处于“相对负刑事责任年龄阶段”[14]。由于二人被认定为“违反治安管理”，故根据《中华人民共和国治安管理处罚法》第二十六条规定，二人存在结伙斗殴、强拿硬要等行为，且情节较重，应处于十日以上、十五日以下的拘留，并处一千元以下罚款[15]。警方据此称其对二人的处置为“從重處罰”[16]
2. ↑  根据中国大陆的相关法律规定，已满12周岁且不满14周岁的人通常无需承担刑事责任，除非他被认定犯了故意杀人罪或故意伤害罪[17]。而13岁刘姓女子被认定为“违反治安管理”，故根据《中华人民共和国治安管理处罚法》第十二条规定，对其不予处罚，仅责令其监护人严加管教[18]
3. ↑  多家媒体援引一段未经证实的视频，聲稱抗议现场出現了“习近平下台”、“共产党下台”口號[27][28][29]，而台灣公共電視台表示该视频未能獲得核實[30]